# Zjelezinka
Zjelezinka (ryska: Железинка) är en ort i Kazakstan.   Den ligger i oblystet Pavlodar, i den nordöstra delen av landet, 400 km nordost om huvudstaden Astana. Zjelezinka ligger 93 meter över havet och antalet invånare är 5 225.
Terrängen runt Zjelezinka är platt. Runt Zjelezinka är det mycket glesbefolkat, med 4 invånare per kvadratkilometer. Det finns inga andra samhällen i närheten. Trakten runt Zjelezinka består till största delen av jordbruksmark.